# Эстрела-ду-Норти (Гояс)
Эстрела-ду-Норти (порт. Estrela do Norte) — муниципалитет в Бразилии, входит в штат Гояс. Составная часть мезорегиона Север штата Гойяс. Входит в экономико-статистический микрорегион Порангату. Население составляет 3 406 человек на 2006 год. Занимает площадь 301,139 км². Плотность населения — 11,3 чел./км².

## Статистика
- Валовой внутренний продукт на 2003 год составляет 13 059 150,00 реалов (данные: Бразильский институт географии и статистики).
- Валовой внутренний продукт на душу населения на 2003 год составляет 3 838,67 реалов (данные: Бразильский институт географии и статистики).
- Индекс развития человеческого потенциала на 2000 год составляет 0,746 (данные: Программа развития ООН).